# Gdańsk-Prusy Zachodnie
Okręg Rzeszy Gdańsk-Prusy Zachodnie (niem. Reichsgau Danzig-Westpreußen) – jednostka administracyjna utworzona podczas II wojny światowej przez władze III Rzeszy na obszarze Pomorza Nadwiślańskiego. Okręg powstał z połączenia:
- anektowanych przez III Rzeszę obszarów Polski:
  - większa część województwa pomorskiego (bez powiatów  inowrocławskiego, nieszawskiego, szubińskiego, włocławskiego i miejskiego Inowrocław);
  - skrawek województwa warszawskiego (miasto Lidzbark oraz gminy Lidzbark, Rybno i Kiełpiny z powiatu działdowskiego);
- terytorium anektowanego Wolnego Miasta Gdańska;
- terytorium niemieckiej rejencji zachodniopruskiej z prowincji Prusy Wschodnie.

Kres istnieniu Okręgu Rzeszy Gdańsk-Prusy Zachodnie przyniosła w 1945 ofensywa styczniowa Armii Czerwonej.

## Utworzenie prowincji
Po agresji Niemiec i ZSRR na Polskę we wrześniu 1939 terytorium II Rzeczypospolitej w całości znalazło się pod okupacją Wehrmachtu i Armii Czerwonej. Zaraz po zakończeniu działań wojennych Adolf Hitler dekretem z 8 października 1939 jednostronnie wcielił zachodnie terytoria Polski do Rzeszy. Wcześniej, bo już 1 września 1939, ustawą Reichstagu dokonano aneksji Wolnego Miasta Gdańska. Anektowane tereny były odtąd określone jako „wcielone ziemie wschodnie” (niem. eingegliedarte Ostgebiete). Owe akty prawne spowodowały ponadto likwidację administracji wojskowej na okupowanych obszarach.

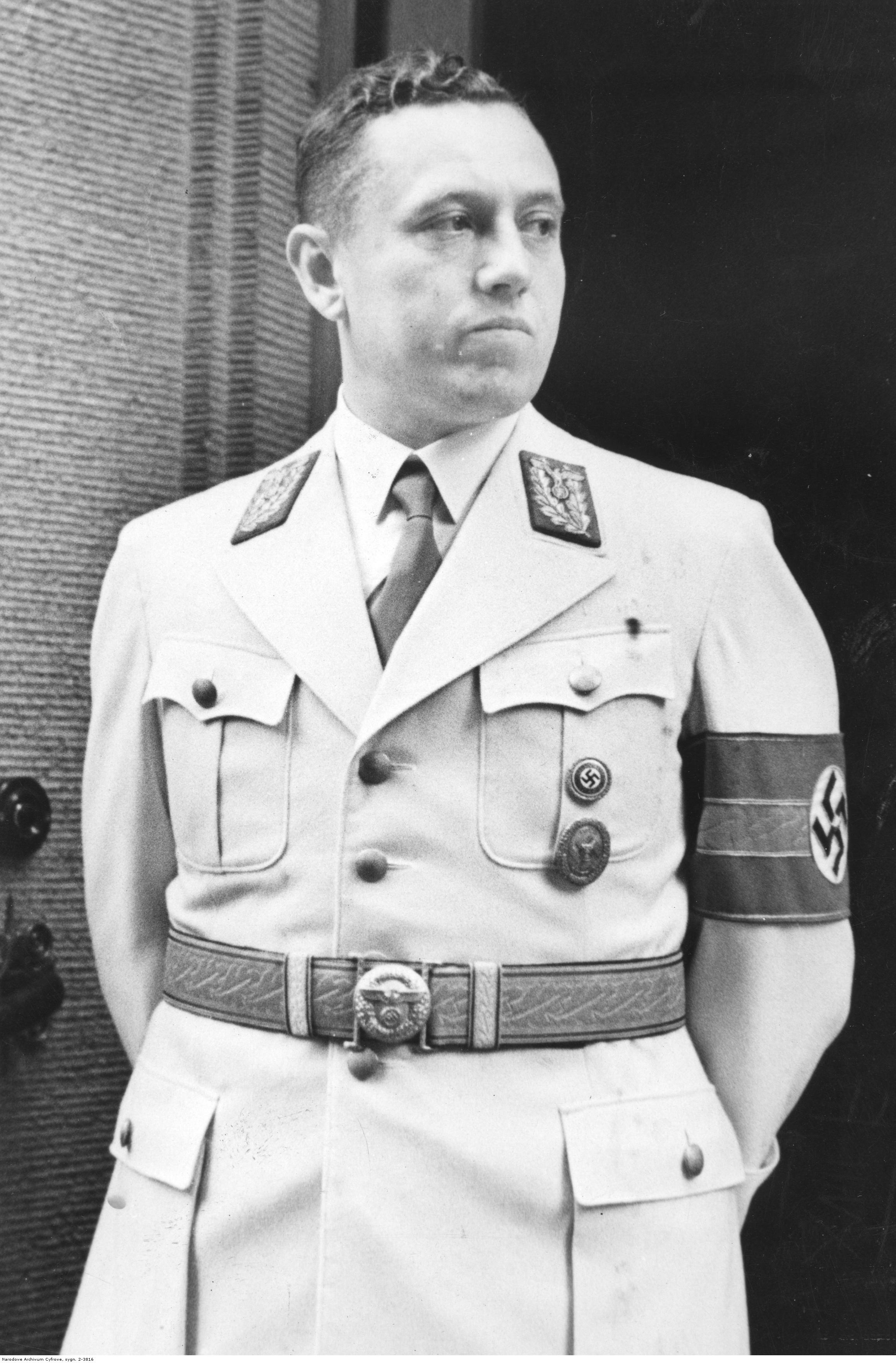
Albert Forster

Powyższe akty prawne, sprzeczne z ratyfikowaną przez Niemcy konwencją haską IV (1907), były nieważne w świetle prawa międzynarodowego i nie były uznawane zarówno przez Rząd RP na uchodźstwie, jak i państwa sojusznicze wobec Polski, a także państwa trzecie (neutralne), przez cały czas trwania II wojny światowej.
Okręg Rzeszy-Prusy Zachodnie został utworzony 26 października 1939 na mocy dekretu Hitlera z 8 października 1939 r. o organizacji administracji wschodnich terytoriów włączonych do Rzeszy na okupowanych terenach Polski jako Reichsgau Westpreussen. 2 listopada 1939 nazwę prowincji zmieniono na Okręg Rzeszy Gdańsk-Prusy Zachodnie (Reichsgau Danzig Westpreussen). Dodanie „Gdańsk” do nazwy Prusy Zachodnie, wcześniejszej prowincji II Rzeszy, podkreślać miało publicznie, że kolejny „bolesny” dla Niemiec punkt traktatu wersalskiego stał się niebyły. Włączenie ziem zaanektowanych w obszar walutowy III Rzeszy i przesunięcie granicy celnej na granicę z Generalnym Gubernatorstwem nastąpiło 20 listopada 1939. Utrzymano natomiast granicę policyjną między Rzeszą a ziemiami wcielonymi (z wyjątkiem Gdańska), aby zapobiec w ten sposób migracjom polskiej ludności.
Do zarządu Okręgu Gdańsk – Prusy Zachodnie został powołany przez Adolfa Hitlera tzw. namiestnik Rzeszy (niem. Reichsstatthalter) Albert Forster, pełniący jednocześnie funkcję gauleitera, tj.: szefa okręgu partyjnego NSDAP. W ręku namiestnika spoczywało ogólne kierownictwo administracji państwowej, łącznie z sądową. Administracją zespoloną kierował bezpośrednio, wobec administracji niezespolonej, poczt, telegrafów oraz komunikacji przysługiwały mu uprawnienia instrukcyjno-nadzorcze. Ponadto Forstera mianowano komisarzem obrony Rzeszy na terenie Okręgu, komisarzem mieszkaniowym i kierownikiem administracji samorządowej. W 1941 w jego gestii znalazł się także Urząd Powierniczy, odpowiedzialny za tzw. zarząd przymusowy mieniem odebranym Polakom i Żydom. Oficjalnie namiestnik podlegał personalnie ministrowi spraw wewnętrznych Rzeszy, a rzeczowo odpowiednim ministrom. W rzeczywistości jednak Forster sprawował nieograniczoną władzę na swoim terenie i podlegał bezpośrednio Hitlerowi. Odpowiadał przed nim za całokształt spraw związanych z funkcjonowaniem partii. Podlegali mu członkowie i działacze partyjni na Pomorzu wraz z organizacjami afiliowanymi.
Zadanie, które Hitler powierzył Forsterowi, było jasno określone. 18 października 1939, podczas rozmowy w naczelnym dowództwie Wehrmachtu, Führer dał wyraz nadziei, że: „za dziesięć lat Greiser i Forster będą mogli zameldować, iż Poznań i Prusy Zachodnie stały się już kwitnącą niemiecką krainą”.

## Terytorium
Terytorium Okręgu Rzeszy Gdańsk-Prusy Zachodnie obejmowało 25 705 km², zamieszkane przez ok. 2,15 miliona ludzi. Prowincję utworzono z połączenia:
- anektowanych obszarów województwa pomorskiego (w granicach z 1938) oraz skrawków województwa warszawskiego;
- anektowanego terytorium Wolnego Miasta Gdańska;
- Rejencji Zachodniopruskiej, wchodzącej uprzednio w skład niemieckiej prowincji Prusy Wschodnie (powiaty: Elbląg-miasto, Elbląg-powiat, Kwidzyn, Malbork, Susz i Sztum)[4].

## Ustrój i podział administracyjny

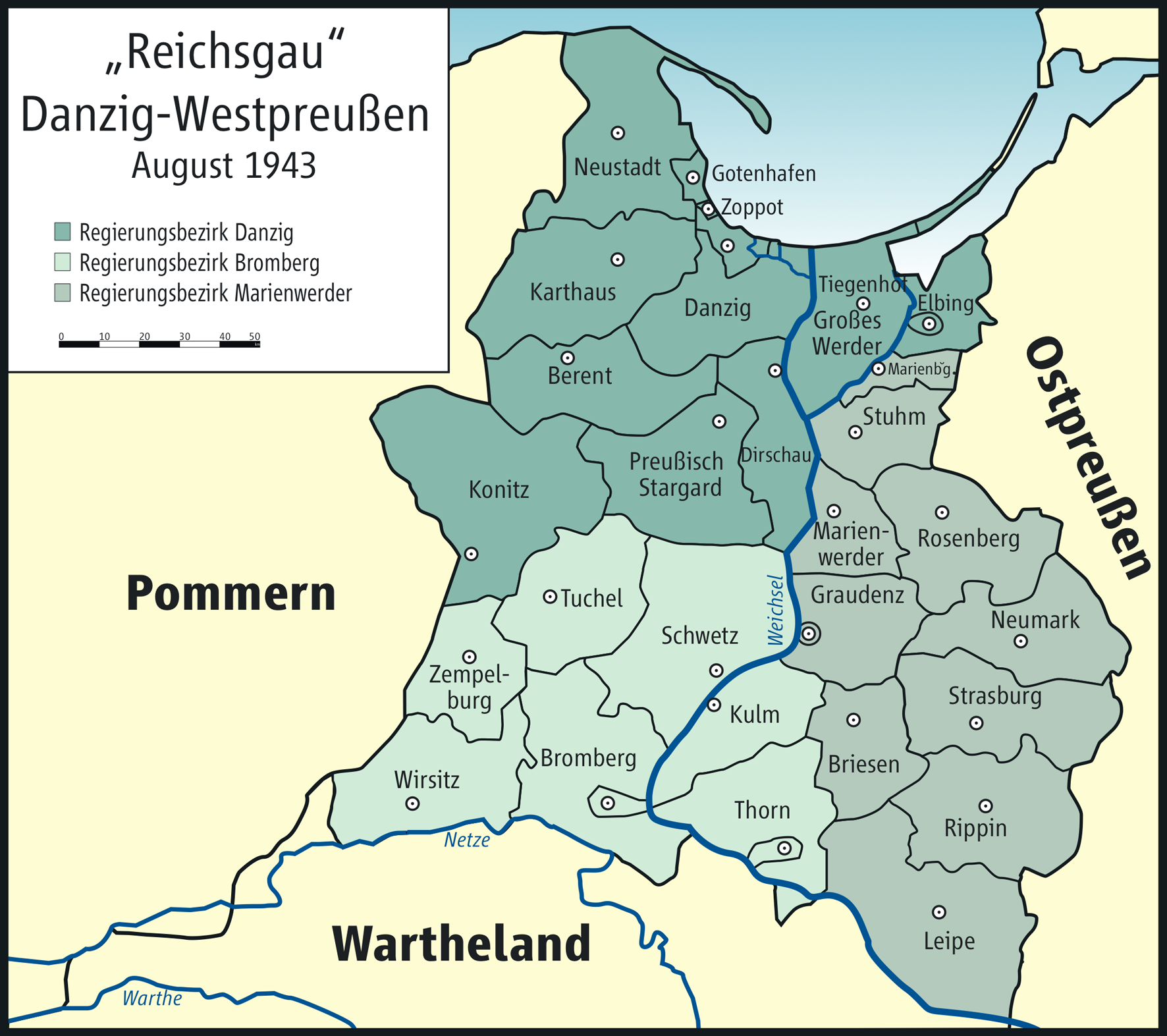
Mapa Okręgu Gdańsk-Prusy Zachodnie z rejencjami i miastami powiatowymi

Stolicą prowincji był Gdańsk, gdzie urzędował Forster. Prowincja składała się z trzech rejencji (podzielonych z kolei na powiaty):
- Rejencji gdańskiej (Regierungsbezirk Danzig);
- Rejencji bydgoskiej (Regierungsbezirk Bromberg);
- Rejencji kwidzyńskiej (Regierungsbezirk Marienwerder).

Najwyższą władzą administracyjną był urząd namiestnika, składający się z działu centralnej administracji i siedmiu wydziałów. Administracją na szczeblu rejencji kierował prezes rejencji (Regierungspräsident) podlegający pod względem personalnym i rzeczowym namiestnikowi. Na czele administracji powiatu wiejskiego stał starosta (Landrat), a powiatu miejskiego – burmistrz (Bürgermeister). Zazwyczaj każdy z nich był jednocześnie szefem lokalnej komórki NSDAP.
W zakresie ustroju i prawa dekret z 8 października przewidywał, że na obszarach włączonych do Rzeszy istniejące prawo polskie pozostanie nadal w mocy pod warunkiem, że nie stoi ono na przeszkodzie włączeniu tych ziem do państwa niemieckiego. Jednocześnie minister spraw wewnętrznych Rzeszy w porozumieniu z właściwymi ministrami został upoważniony do wprowadzenia prawa niemieckiego lub pruskiego prawa krajowego. Uznano więc zasadę, że prawo niemieckie wchodzi w życie wtedy, gdy uprawnione do tego władze, działające w interesie Rzeszy, tak postanowią. Specyfika systemu polityczno-ustrojowego III Rzeszy sprawiała jednak, że większą rolę od norm prawnych odgrywały tajne i poufne dyrektywy oraz polecenia.
Władza policyjna na terenie prowincji spoczywała w rękach Wyższego Dowódcy SS i Policji (Höhere SS und Polizeifūhrer „Danzig – Westpreussen”). Formalnie podlegał on namiestnikowi, choć w praktyce posiadał znaczną niezależność (gdyby dyrektywy namiestnika były sprzeczne z dyrektywami Reichsführera-SS, miał prawo je zignorować). Ta dwuwładza stała się szczególnie widoczna, gdy konflikt pomiędzy Forsterem a Himmlerem zaczął się zaostrzać. Funkcję dowódcy SS i policji na Pomorzu (a zarazem pełnomocnika Komisarza Rzeszy dla Umocnienia Niemczyzny) pełnili kolejno: Richard Hildebrandt (1939-1943) i Fritz Katzmann (1943-1945).
Najwyższą instancję sądową Okręgu Gdańsk-Prusy Zachodnie stanowił Wyższy Sąd Krajowy (Oberlandesgericht), którego prezesem był dr Walter Wohler. Jego okręg sądowy obejmował okręgi sądów krajowych (Landesgericht): gdańskiego, bydgoskiego, toruńskiego, grudziądzkiego i chojnickiego. W 1939 powołano jeszcze dodatkowo sądy specjalne (Sondergericht) w Bydgoszczy (10 września) i Gdańsku (24 listopada). Kolejne sądy specjalne zainstalowano później w Toruniu, Grudziądzu, a w 1942 dodatkowo w Chojnicach. Sądy specjalne rozpatrywały sprawy o przestępstwa polityczne. Szczególnie ponurą sławę zdobył sobie zwłaszcza bydgoski Sondergericht, którego zadaniem było „ukaranie” Polaków podejrzewanych o udział w krwawym stłumieniu niemieckiej akcji dywersyjnej w mieście, która miała miejsce w pierwszych dniach kampanii wrześniowej (3-4 września 1939).
Obok wspomnianych sądów karnych i cywilnych funkcjonował jeszcze IV Sąd SS i Policji w Gdańsku, którego zwierzchnikiem był pomorski Höhere SS und Polizeifūhrer. Sąd ten rozpatrywał wszystkie sprawy, w których oskarżonymi byli funkcjonariusze SS i policji. Ponadto od 21 września 1939 do stycznia 1940 działało jeszcze w Okręgu sześć sądów doraźnych policji porządkowej i gestapo, rzekomo właściwych jedynie do spraw o nielegalne posiadanie broni i amunicji. Także paramilitarny Selbstschutz powoływał własne sądy doraźne, choć nie było ku temu żadnych podstaw prawnych.

## Wykaz miast (stan na 1 marca 1943)
Źródło: Statistischen Landesamt Danzig-Westpreussen (1944): Gemeinde- und Wohnplatzlexikon des Reichsgaus Danzig-Westpreussen (Bd. 1). Danzig: A. W. Kafemann.
| Herb | Miasto                | Nazwa niem. 1943       | Ludność 1943 | Rejencja 1943 | Powiat 1943                       | Państwo przed 1 IX 1939 |
| ---- | --------------------- | ---------------------- | ------------ | ------------- | --------------------------------- | ----------------------- |
|      | Biskupiec             | Bischofswerder         | 1975         | kwidzyńska    | suski (Rosenberg)                 | Niemcy                  |
|      | Brodnica              | Strasburg              | 11 597       | kwidzyńska    | brodnicki (Strasburg)             | Polska                  |
|      | Bydgoszcz             | Bromberg               | 142 044      | bydgoska      | Bydgoszcz-Miasto (Bromberg-Stadt) | Polska                  |
|      | Chełmno               | Kulm                   | 13 197       | bydgoska      | chełmiński (Kulm)                 | Polska                  |
|      | Chełmża               | Kulmsee                | 12 277       | bydgoska      | toruński (Thorn)                  | Polska                  |
|      | Chojnice              | Konitz                 | 17 886       | gdańska       | chojnicki (Konitz)                | Polska                  |
|      | Czersk                | Heiderode              | 8161         | gdańska       | chojnicki (Konitz)                | Polska                  |
|      | Dobrzyń nad Drwęcą    | Dobrzyn                | 4021         | kwidzyńska    | rypiński (Rippin)                 | Polska                  |
|      | Dobrzyń nad Wisłą     | Dobrin an der Weichsel | 2589         | kwidzyńska    | lipnowski (Leipe)                 | Polska                  |
|      | Dzierzgoń             | Christburg             | 3795         | kwidzyńska    | sztumski (Stuhm)                  | Niemcy                  |
|      | Elbląg                | Elbing                 | 88 370       | gdańska       | Elbląg-Miasto (Elbing-Stadt)      | Niemcy                  |
|      | Fordon                | Fordon                 | 3770         | bydgoska      | bydgoski (Bromberg)               | Polska                  |
|      | Gardeja               | Garnsee                | 2196         | kwidzyńska    | sztumski (Marienwerder)           | Niemcy                  |
|      | Gdańsk                | Danzig                 | 276 095      | gdańska       | Gdańsk-Miasto (Danzig-Stadt)      | Wolne Miasto Gdańsk     |
|      | Gdynia                | Gotenhafen             | 105 117      | gdańska       | Gdynia-Miasto (Gotenhafen-Stadt)  | Polska                  |
|      | Gniew                 | Mewe                   | 3625         | gdańska       | tczewski (Dirschau)               | Polska                  |
|      | Golub                 | Gollub                 | 2914         | kwidzyńska    | wąbrzeski (Briesen)               | Polska                  |
|      | Górzno                | Görzberg               | 1991         | kwidzyńska    | brodnicki (Strasburg)             | Polska                  |
|      | Grudziądz             | Graudenz               | 55 336       | kwidzyńska    | Grudziądz-Miasto (Graudenz-Stadt) | Polska                  |
|      | Iława                 | Deutsch Eylau          | 13 691       | kwidzyńska    | suski (Rosenberg)                 | Niemcy                  |
|      | Kamień Krajeński      | Kamin                  | 1622         | bydgoska      | sępoleński (Zempelburg)           | Polska                  |
|      | Kartuzy               | Karthaus               | 6024         | gdańska       | kartuski (Karthaus)               | Polska                  |
|      | Kisielice             | Freystadt              | 3313         | kwidzyńska    | suski (Rosenberg)                 | Niemcy                  |
|      | Koronowo              | Krone an der Brahe     | 5536         | bydgoska      | bydgoski (Bromberg)               | Polska                  |
|      | Kościerzyna           | Berent                 | 8385         | gdańska       | kościerski (Berent)               | Polska                  |
|      | Kowalewo Pomorskie    | Schönsee               | 3702         | kwidzyńska    | wąbrzeski (Briesen)               | Polska                  |
|      | Kwidzyn               | Marienwerder           | 20 932       | kwidzyńska    | sztumski (Marienwerder)           | Niemcy                  |
|      | Lipno                 | Leipe                  | 9024         | kwidzyńska    | lipnowski (Leipe)                 | Polska                  |
|      | Lubawa                | Löbau                  | 5657         | kwidzyńska    | nowomiejski (Neumark)             | Polska                  |
|      | Łasin                 | Lessen                 | 2803         | kwidzyńska    | grudziądzki (Graudenz)            | Polska                  |
|      | Łobżenica             | Lobsens                | 3165         | bydgoska      | wyrzyski (Wirsitz)                | Polska                  |
|      | Malbork               | Marienburg             | 27 233       | kwidzyńska    | malborski (Marienburg)            | Niemcy                  |
|      | Miasteczko Krajeńskie | Friedheim              | 1942         | bydgoska      | wyrzyski (Wirsitz)                | Polska                  |
|      | Mrocza                | Immenheim              | 2887         | bydgoska      | wyrzyski (Wirsitz)                | Polska                  |
|      | Nakło nad Notecią     | Nakel                  | 11 296       | bydgoska      | wyrzyski (Wirsitz)                | Polska                  |
|      | Nowe                  | Neuenburg              | 5233         | bydgoska      | świecki (Schwetz)                 | Polska                  |
|      | Nowe Miasto Lubawskie | Neumark                | 4884         | kwidzyńska    | nowomiejski (Neumark)             | Polska                  |
|      | Nowy Dwór Gdański     | Tiegenhof              | 4295         | gdańska       | Wielkie Żuławy (Großes Werder)    | Wolne Miasto Gdańsk     |
|      | Nowy Staw             | Neuteich               | 4120         | gdańska       | Wielkie Żuławy (Großes Werder)    | Wolne Miasto Gdańsk     |
|      | Pelplin               | Pelplin                | 5295         | gdańska       | tczewski (Dirschau)               | Polska                  |
|      | Prabuty               | Riesenburg             | 7581         | kwidzyńska    | suski (Rosenberg)                 | Niemcy                  |
|      | Puck                  | Putzig                 | 4712         | gdańska       | wejherowski (Neustadt)            | Polska                  |
|      | Radzyń Chełmiński     | Rehden                 | 1999         | kwidzyńska    | grudziądzki (Graudenz)            | Polska                  |
|      | Rypin                 | Rippin                 | 7297         | kwidzyńska    | rypiński (Rippin)                 | Polska                  |
|      | Sępólno Krajeńskie    | Zempelburg             | 5207         | bydgoska      | sępoleński (Zempelburg)           | Polska                  |
|      | Skarszewy             | Schöneck               | 3460         | gdańska       | kościerski (Berent)               | Polska                  |
|      | Skórcz                | Großwollental          | 3254         | gdańska       | starogardzki (Preußisch Stargard) | Polska                  |
|      | Solec Kujawski        | Schulitz               | 4221         | bydgoska      | bydgoski (Bromberg)               | Polska                  |
|      | Sopot                 | Zoppot                 | 30 194       | gdańska       | Sopot-Miasto (Zoppot-Stadt)       | Wolne Miasto Gdańsk     |
|      | Starogard Gdański     | Preußisch Stargard     | 17 985       | gdańska       | starogardzki (Preußisch Stargard) | Polska                  |
|      | Susz                  | Rosenberg              | 4440         | kwidzyńska    | suski (Rosenberg)                 | Niemcy                  |
|      | Sztum                 | Stuhm                  | 7099         | kwidzyńska    | sztumski (Stuhm)                  | Niemcy                  |
|      | Świecie               | Schwetz                | 11 664       | bydgoska      | świecki (Schwetz)                 | Polska                  |
|      | Tczew                 | Dirschau               | 25 689       | gdańska       | tczewski (Dirschau)               | Polska                  |
|      | Tolkmicko             | Tolkemit               | 3942         | gdańska       | elbląski (Elbing)                 | Niemcy                  |
|      | Toruń                 | Thorn                  | 78 224       | bydgoska      | Toruń-Miasto (Thorn-Stadt)        | Polska                  |
|      | Tuchola               | Tuchel                 | 7086         | bydgoska      | tucholski (Tuchel)                | Polska                  |
|      | Wąbrzeźno             | Briesen                | 10 051       | kwidzyńska    | wąbrzeski (Briesen)               | Polska                  |
|      | Wejherowo             | Neustadt               | 16 490       | gdańska       | wejherowski (Neustadt)            | Polska                  |
|      | Więcbork              | Vandsburg              | 4102         | bydgoska      | sępoleński (Zempelburg)           | Polska                  |
|      | Wyrzysk               | Wirsitz                | 2974         | bydgoska      | wyrzyski (Wirsitz)                | Polska                  |
|      | Wysoka                | Weißeck                | 1905         | bydgoska      | wyrzyski (Wirsitz)                | Polska                  |

## Sytuacja ludności polskiej
Na terenach zachodnich polityka okupanta wobec ludności polskiej różniła się od polityki prowadzonej w Generalnym Gubernatorstwie. Podstawowym celem polityki niemieckiej na terytoriach włączonych do Rzeszy była bowiem ich bezwzględna germanizacja. Nastąpić to miało poprzez zniemczenie tej części ludności anektowanych ziem, którą uznawano za „wartościową rasowo” oraz poprzez wytępienie, względnie wysiedlenie, reszty polskiej populacji i konfiskatę jej majątku. Do czasu pełnej realizacji tych zamierzeń ludność polska miała zostać odseparowana od niemieckich mieszkańców nowych prowincji oraz objęta ujarzmiającym reżimem prawnym.
Osoby narodowości polskiej, uznane za nienadające się do germanizacji, były więc traktowane jako poddani (niem. Schutzangehörige), zaś ludność żydowska i cygańska jako bezpaństwowa. W jak najbrutalniejszej formie pokazywano ludności polskiej, że stanowi ona jedynie siłę roboczą i rola jej sprowadza się wyłącznie do wykonywania poleceń władz niemieckich.

### Eksterminacja

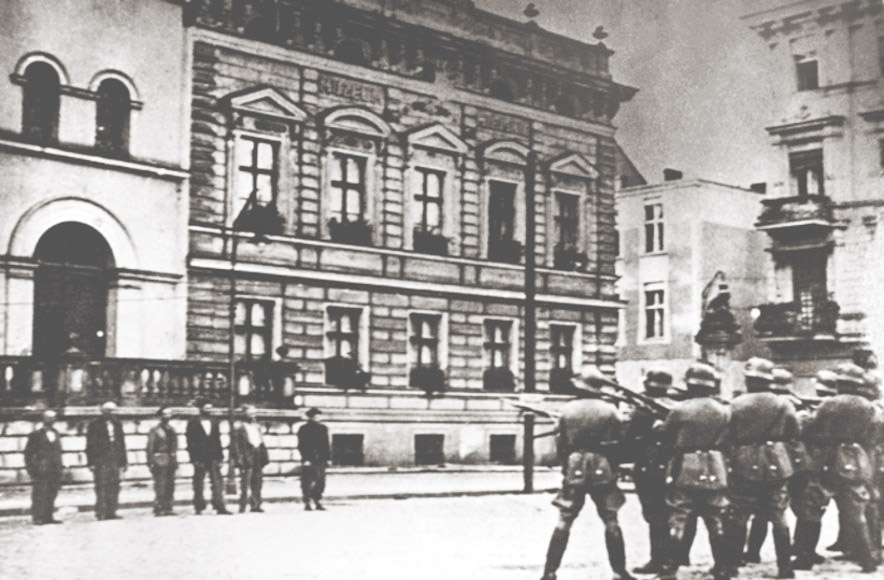
Bydgoszcz – egzekucja Polaków 9.09.1939

W pierwszych miesiącach niemieckiej okupacji Pomorze było regionem, w którym hitlerowski terror przybrał najbardziej brutalną formę. Naziści przystąpili wówczas do eksterminacji polskich elit politycznych, gospodarczych i intelektualnych, jak również do likwidacji Żydów, pacjentów szpitali psychiatrycznych i wszystkich innych osób uznanych za „niepożądane”. Kierując się przygotowanymi jeszcze przed wojną listami proskrypcyjnymi, Niemcy skierowali ostrze represji w pierwszym rzędzie przeciwko tym mieszkańcom Pomorza, którzy w latach międzywojennych zaangażowani byli w działalność polityczną, gospodarczą, społeczną, oświatową, kulturalną bądź religijną. Wśród nich znalazło się wielu księży katolickich, nauczycieli, lekarzy, dentystów, weterynarzy, oficerów, wyższych urzędników, wielkich kupców, wielkich właścicieli ziemskich, pisarzy, redaktorów, pracowników służb mundurowych, żołnierzy powracających do swych domów, jak również członków organizacji i stowarzyszeń krzewiących polskość – przede wszystkim Polskiego Związku Zachodniego, Ligi Morskiej i Kolonialnej, Związku Obrony Kresów Zachodnich, Kurkowego Bractwa Strzeleckiego, Towarzystwa Powstańców i Wojaków oraz Polskiego Towarzystwa Gimnastycznego „Sokół”. Miejscowi Niemcy regulowali przy tej okazji wiele zadawnionych sąsiedzkich sporów i porachunków, jak również korzystali z okazji do zagarnięcia mienia mordowanych Polaków.
Akcja eksterminacyjna przebiegała w kilku fazach. Okres pierwszy trwał zasadniczo przez cały wrzesień 1939. W Wolnym Mieście Gdańsku miejscowa policja porządkowa, bojówki SA oraz SS aresztowały we wrześniu blisko 3000 Polaków – obywateli Gdańska. Pacyfikacji Pomorza dokonywano natomiast w pierwszych tygodniach wojny rękami Wehrmachtu oraz tzw. grup operacyjnych niemieckiej policji bezpieczeństwa i służby bezpieczeństwa (Einsatzgruppen) realizujących operację Tannenberg (niem. Unternehmen „Tannenberg”) – a dokładnie Einsatzgruppe IV działającej na terenie „Korytarza pomorskiego” i Einsatzgruppe V, której pododdział (Einsatzkommando 1/V) działał w okolicach Grudziądza, Brodnicy i Nowego Miasta Lubawskiego. Według niemieckich statystyk tylko do 5 października 1939 zamordowano 4247 „byłych polskich obywateli”, a tysiące innych uwięziono.

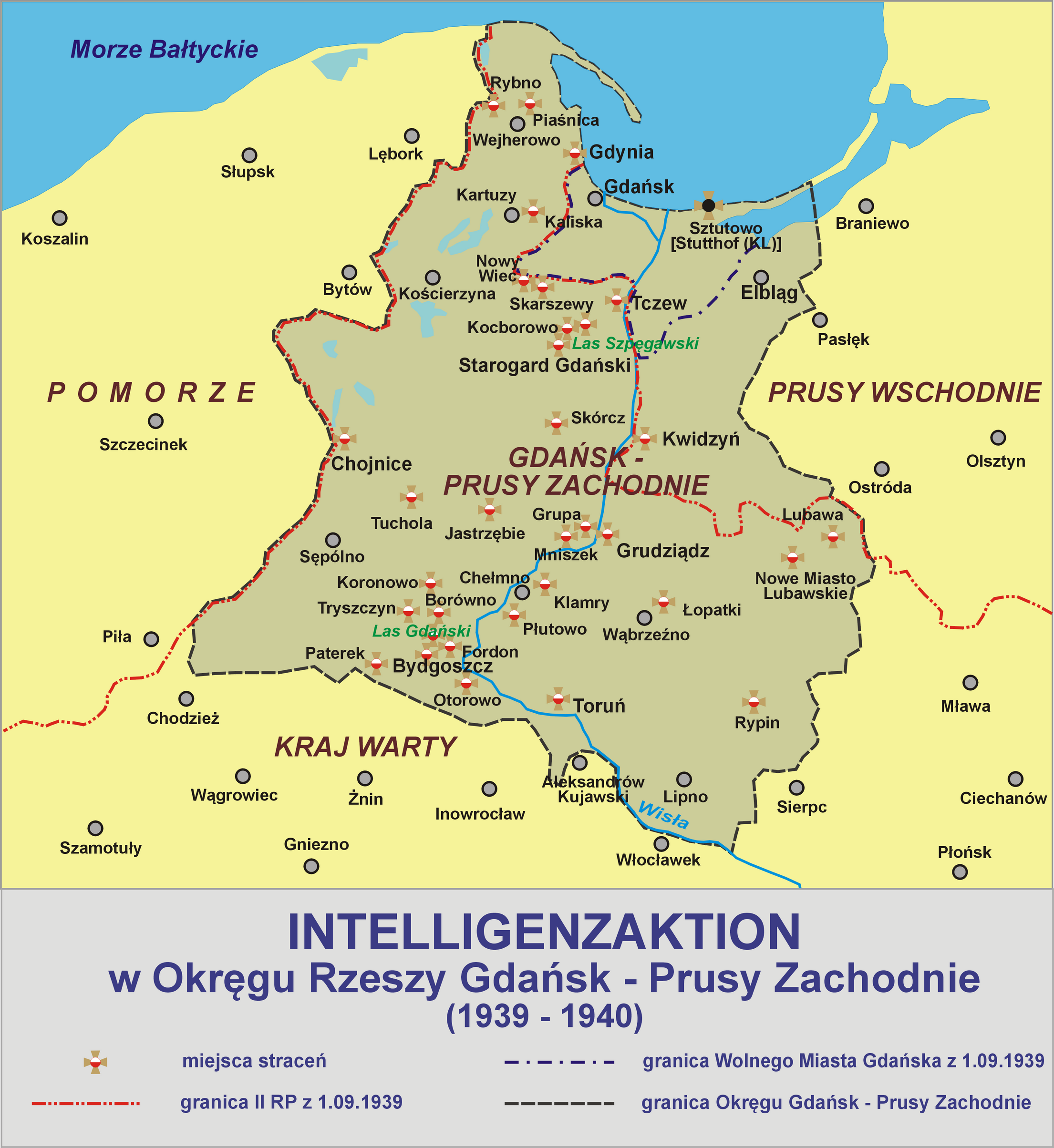

Faza następna trwała zasadniczo od października 1939 do wiosny 1940. Tym razem – obok regularnych formacji w rodzaju gdańskiego Einsatzkommando 16 i specjalnej jednostki SS Wachsturmbann „Eimann” – czołowym realizatorem programu eksterminacji stały się oddziały Selbstschutzu – paramilitarnej formacji złożonej z przedstawicieli niemieckiej mniejszości narodowej, zamieszkującej przedwojenne terytorium Rzeczypospolitej. Nastąpiło wówczas największe nasilenie egzekucji. Ponadto tysiące Polaków deportowano do obozów koncentracyjnych, gdzie przeżył zaledwie znikomy procent.
Niemiecki badacz Dieter Schenk oszacował, że w 432 miejscach na Pomorzu wymordowano w czasie wojny od 52 794 do 60 750 osób. Liczbę 60 tysięcy zamordowanych podaje również Witold Kulesza. Z wyjątkiem kilkuset, niemal wszystkie te osoby straciły życie w pierwszych miesiącach po wkroczeniu wojsk niemieckich. Głównymi miejscami kaźni stały się: Lasy Piaśnickie w pobliżu Wejherowa (12 000 – 14 000 ofiar), Mniszek pod Świeciem (10 000 ofiar), Las Szpęgawski w pobliżu Starogardu Gdańskiego (5000 – 7000 ofiar), Lasy Karolewskie (4000 – 10 000 ofiar), Radzim koło Kamienia Krajeńskiego (do 5000 ofiar), Bydgoszcz i okolice (około 5000 ofiar), Klamry w pobliżu Chełmna (2000 – 2500 ofiar), Łopatki pod Wąbrzeźnem (2000 – 2500 ofiar), Pola Igielskie („Dolina Śmierci”) w pobliżu Chojnic (2000 ofiar), Rypin oraz okoliczne lasy (1450 – 2000 ofiar), Barbarka pod Toruniem (600 – 1200 ofiar), Małe Czyste w pobliżu Chełmna (800 ofiar), Rudzki Most koło Tucholi (560 ofiar), okolice Skarszew (ok. 400 ofiar), okolice Grudziądza (co najmniej 300 ofiar), Paterek w pobliżu Nakła (ponad 200 ofiar), Otorowo w pobliżu Solca Kujawskiego (kilkaset ofiar), Kaliska i Sarni Dwór pod Kartuzami (200 ofiar), okolice Łobżenicy (ok. 200 ofiar), Płutowo w okolicach Chełmna (200 ofiar), Buszkowo i Srebrnica pod Koronowem (ok. 150 ofiar), Bratian w pobliżu Nowego Miasta Lubawskiego (150 ofiar), Las Zajączek pod Skórczem (do 150 ofiar).
Od 1 września 1939 do marca 1940 na terenie Pomorza powstało kilkadziesiąt obozów dla ludności polskiej. Były wśród nich obozy dla jeńców wojennych oraz obozy dla internowanych cywilów. Ogółem takich obozów dla mieszkańców Pomorza powstało wtedy 70 (64 na terenie Pomorza Gdańskiego, jeden poza Pomorzem, 5 na terenie Rzeszy), z czego 20 zorganizował Wehrmacht, 31 władze policyjne, a 19 – Selbstschutz. Z kolei już 2 września 1939 pierwszy transport więźniów trafił do nowo utworzonego obozu koncentracyjnego Stutthof. W pierwszych latach swojego istnienia obóz stanowił przede wszystkim miejsce eksterminacji Polaków z Pomorza Gdańskiego – głównie przedstawicieli inteligencji. Od 1942 do obozu zaczęły napływać transporty więźniów z innych regionów Polski oraz całej okupowanej Europy. Łączną liczbę ofiar KL Stutthof ocenia się na około 65 tysięcy zamordowanych.

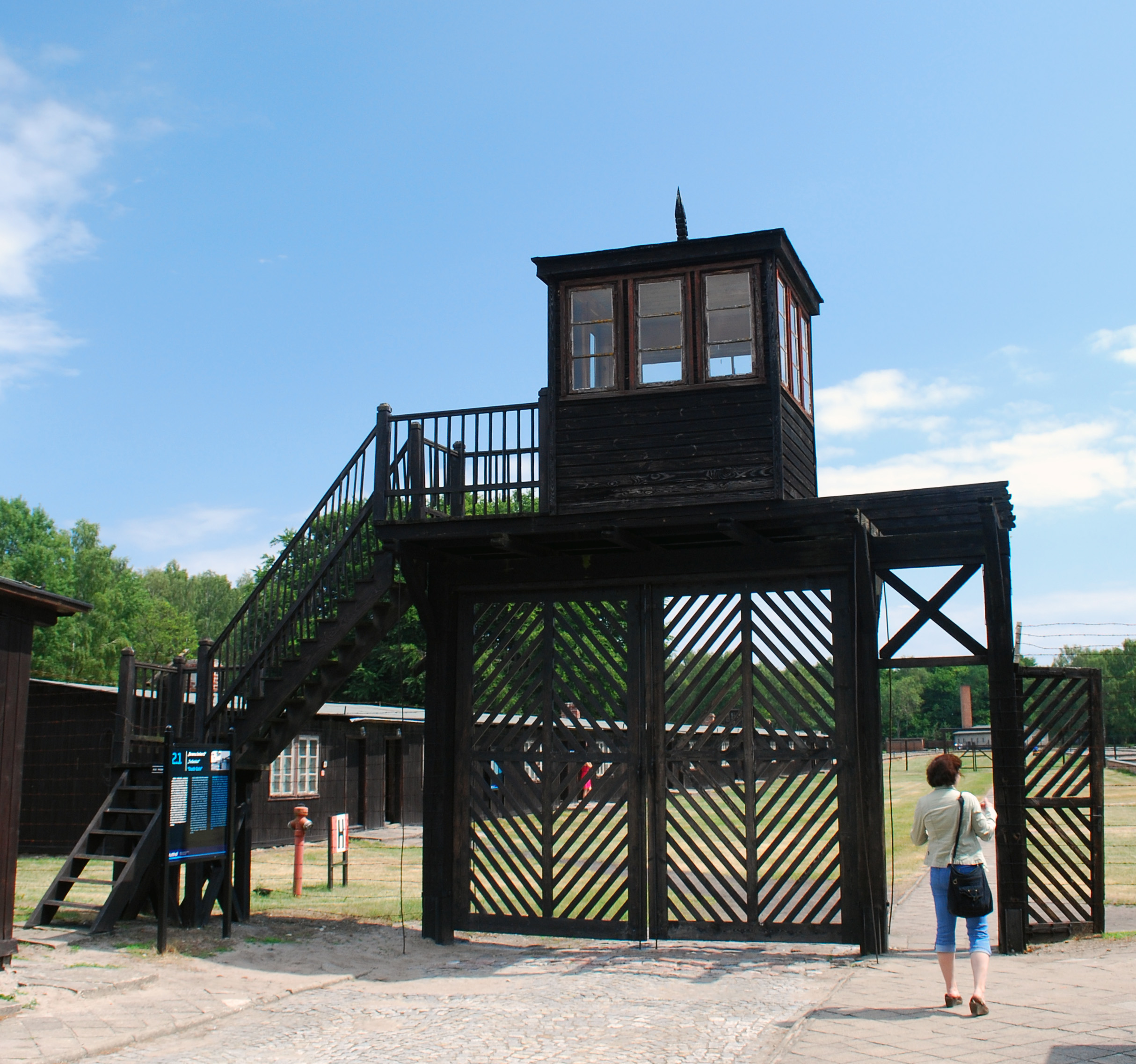
„Brama śmierci” w KL Stutthof

W okresie od wiosny 1940 do jesieni 1944 niemiecki terror znacznie zelżał. Dochodziło nadal do egzekucji kilku, względnie kilkudziesięcioosobowych grup, lecz nie w takich rozmiarach; jak w latach 1939–1940. Eksterminacja bezpośrednia zaczęła ustępować eksterminacji pośredniej. Wiodąca rola, zwłaszcza po zaprzestaniu masowych egzekucji, przypadła policji i „wymiarowi sprawiedliwości”. Na Pomorzu Gdańskim powstała szeroko rozbudowana sieć więzień i aresztów policyjnych. Nazistowscy sędziowie ferując wyroki z reguły traktowali Polaków jako przestępców z nawyku. Za to samo przestępstwo Polak otrzymywał więc surowszy wyrok niż Niemiec. Polaków nie mogli natomiast bronić niemieccy adwokaci (ani z wyboru ani z urzędu), co w praktyce pozbawiało ich prawa jakiejkolwiek obrony. Jak wynika z akt ministerstwa sprawiedliwości Rzeszy, sądy specjalne Okręgu Gdańsk-Prusy Zachodnie wydały w latach 1939–1945 ogółem 593 wyroki śmierci. Ponadto dokonywano również licznych pozasądowych egzekucji, dla których przeprowadzenia wystarczało polecenie gauleitera lub wyższych oficerów policji i SS.
Od jesieni 1944 do pierwszych miesięcy 1945 terror okupacyjny nasilił się ponownie. Egzekucje miały teraz charakter bardziej odwetowy, co było związane ze wzmożoną działalnością pomorskiej konspiracji, ewakuacją więzień i obozów oraz tzw. oczyszczaniem zaplecza wobec zbliżającego się frontu. Na terenach wiejskich tzw. Jagdkommandos dokonywały licznych egzekucji pod pozorem zwalczania ruchu oporu. Między innymi, pod koniec sierpnia 1944 Niemcy rozstrzelali 22 Polaków w miejscowości Czumsk Duży, a 24 stycznia 1945 kolejnych dziewiętnastu w Tleniu. 7 lutego 1945 niezidentyfikowany bliżej oddział niemiecki zamordował 13 mieszkańców leśnej osady Białe (powiat lubawski), w tym pięć kobiet i sześcioro dzieci.

### Wysiedlenia

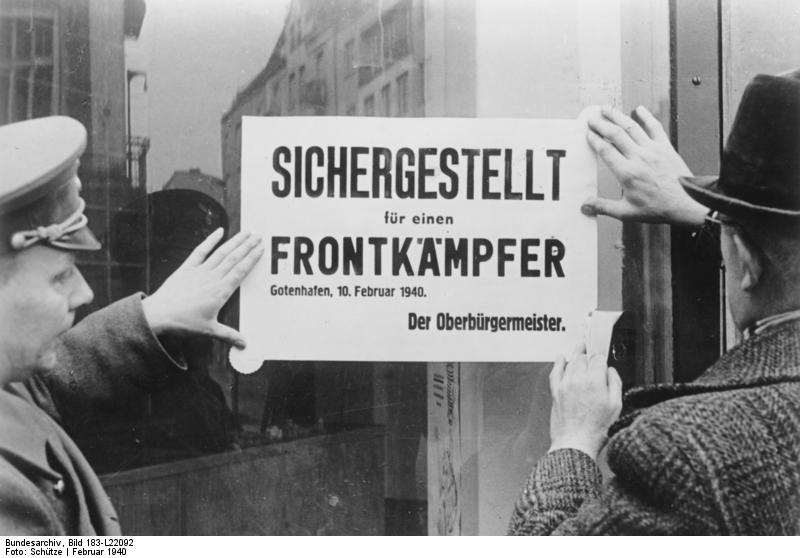
Rabunek mienia wysiedlonych Polaków. Obwieszczenie niemieckiego nadburmistrza Gdyni na sklepie wysiedlonych polskich właścicieli o „zabezpieczeniu dla żołnierza na froncie”. Gdynia, 10 lutego 1940.

Pierwsze migracje ludności Pomorza podczas II wojny światowej rozpoczęły się już we wrześniu 1939. Wielu Polaków, chroniąc się przed nadchodzącą armią niemiecką, opuszczało swoje miejsca zamieszkania, udając się w głąb kraju. Jednocześnie rozpoczęły się tzw. „dzikie” wypędzenia, przeprowadzane spontanicznie z inicjatywy niemieckich władz lokalnych, bez zgody centralnych urzędów administracji Rzeszy. „Dzikie” wypędzenia rozpoczęły się w pierwszych tygodniach okupacji i trwały aż do końca listopada 1939. Polegały na wzywaniu imiennie poszczególnych osób (głównie posiadaczy ziemskich, kupców i rzemieślników) przez lokalne władze okupacyjne i nakazywaniu im opuszczenia w ciągu 24 godzin miejsca zamieszkania. Innym sposobem było otaczanie całych dzielnic miast kordonami wojska i policji, a następnie usuwanie ich mieszkańców. Powodem wypędzenia Polaka bardzo często była chęć zagarnięcia jego majątku. Łącznie w wyniku „dzikich” wypędzeń Pomorze opuściło około 30 tys. Polaków i Żydów.
„Dzikie” wypędzenia rychło zostały zastąpione planową akcją wysiedleńczą. 30 października 1939 rozporządzeniem wykonawczym do dekretu Hitlera z 7 października „O umocnieniu Niemczyzny” wyznaczono kryteria wysiedleń. W pierwszym rzędzie objąć miały one ludność napływową, czyli urodzoną poza terenem dawnego zaboru pruskiego, oraz ludność żydowską. W kolejnym rozporządzeniu z 3 listopada 1939 Himmler zezwolił na dalsze przesiedlenia na Pomorzu, wiążąc je z osadnictwem Niemców z Krajów nadbałtyckich oraz innych obszarów anektowanych przez ZSRR. W celu uchronienia przed wysiedleniem osób zakwalifikowanych do zgermanizowania Himmler wydał dekret (12 września 1940) nakazujący dokładną analizę poszczególnych grup ludności. W celu usprawnienia akcji germanizacyjnej utworzono 15 listopada 1940 Centralę Przesiedleńczą w Gdańsku. Selekcja miała się odbywać w stałych obozach zbiorczych: Toruniu, Smukole i Potulicach. Zamierzano do końca lutego 1940 wypędzić 400 tys. Polaków i Żydów.
Planowe wysiedlenia rozpoczęły się formalnie w drugiej połowie listopada 1939, w praktyce jednak – w początkach 1940. 5 grudnia 1939 Forster wydał zarządzenie, w którym nakreślił wytyczne polityki wypędzeń. Zarządzenie przewidywało, iż w pierwszym rzędzie zostaną wysiedlone „rodziny Polaków zlikwidowanych w ciągu ostatnich 2-3 miesięcy”; Żydzi; Polacy pochodzący z Kongresówki i Galicji, którzy zamieszkali na Pomorzu po 1919; oraz Polacy zamieszkujący ziemie zaboru pruskiego przed 1919, którzy „w ciągu ostatnich dwudziestu lat w szczególnie widoczny sposób dawali wyraz swojej antyniemieckiej postawie”. Akcję wysiedleńczą miał ułatwić spis ludności przeprowadzony w dniach 3-6 grudnia 1939, a także powołanie w marcu 1940 komisji badającej zażalenia o niesłuszne wysiedlenie i uznanie składającego skargę za volksdeutscha. W pierwszym rzędzie wysiedlenia objęły Polaków z południowej części Pomorza (z racji dużych skupisk ludności polskiej w tych rejonach) oraz mieszkańców Gdyni. Warunki, w jakich odbywały się transporty, powodowały częste wypadki zachorowań, a nawet zgonów. Pozostawione przez wysiedlonych mienie konfiskowano, po czym sprzedawano lub przekazywano osiedlanym Niemcom. Akcją wywłaszczeniową, a następnie zarządem i sprzedażą mienia polskiego kierował Główny Urząd Powierniczy Wschód.
W związku z przygotowaniem agresji przeciwko ZSRR, w marcu 1941 roku zamknięto granicę Generalnego Gubernatorstwa dla transportów wysiedleńczych i rozpoczęto tzw. wysiedlenia wewnętrzne, polegające na tzw. komasacji rodzin polskich. Przeprowadzano je w ramach Okręgu. Podczas tych akcji od 22 kwietnia do 31 lipca 1941 przesiedlono 9367 Polaków. „Komasacja” polegała na masowych przesiedleniach ludności polskiej z centrów miast na przedmieścia, z lepszych do gorszych mieszkań, usuwanie z gospodarstw rolnych bądź przenoszenie z większych na mniejsze.
Akcje przesiedleńcze na Pomorzu zakończono ostatecznie w styczniu 1943. Dane liczbowe dotyczące wysiedlonej ludności z Pomorza są rozbieżne. Według W. Jastrzębskiego do początków 1943 wysiedlono 121 765 osób, w tym 91 533 do Generalnego Gubernatorstwa i 30 232 wyrugowanych w ramach tzw. przesiedleń wewnętrznych, do obozów i prac przymusowych lub poddanych procesowi germanizacji. C. Łuczak wymienia liczbę 124 tys. osób. Z kolei J. Sziling pisał o ponad 170 tys. wysiedlonych, w tym 90 tys. do Polski centralnej. Znaczna część wysiedlonych (60 do 80 tys.) pochodziła z Gdyni. Natomiast według niepełnych danych, podczas okupacji z różnych stron Europy przybyło na Pomorze około 130 tys. Niemców, w tym 57 tys. z Europy Wschodniej. Nie zmieniło to jednak zasadniczo stosunków narodowościowych w prowincji. Przeprowadzony w roku 1940 spis ludności pokazał, że Niemcy stanowią na tym obszarze tylko 17% ogółu ludności.
Wysiedlenia na Pomorzu nie przybrały tak wielkich rozmiarów jak w Kraju Warty, gdyż Forster preferował raczej zniemczanie polskiej ludności poprzez masowe wpisywanie na volkslistę i niechętnie przyjmował niemieckich przesiedleńców z Europy Wschodniej.

### Germanizacja

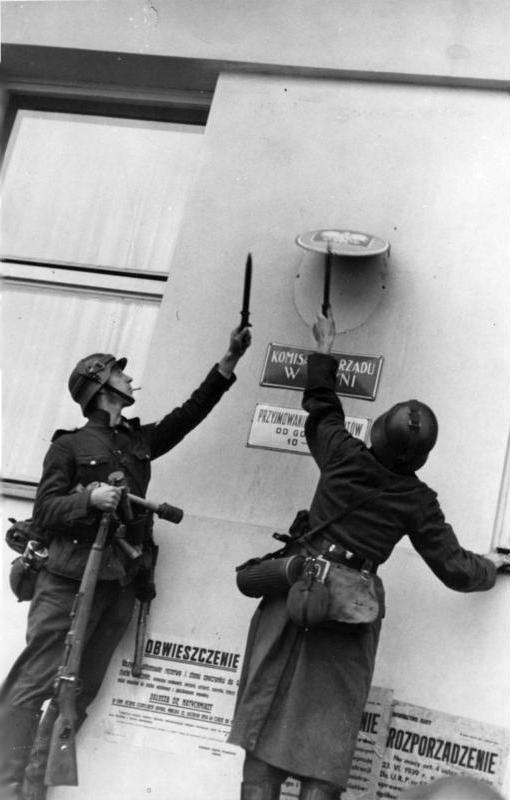
Zdzieranie przez żołnierzy Wehrmachtu godła Rzeczypospolitej na budynku Komisariatu Rządu w Gdyni, wrzesień 1939

Na wcielonych do Rzeszy ziemiach Pomorza nastąpiła próba całkowitej likwidacji polskości. Poprzez wydawanie szeregu rozporządzeń uniemożliwiających pracę drukarską, wykonywanie zawodu dziennikarza i literata, starano się odciąć Polaków od informacji płynących z Zachodu. Specjalne ekipy rzeczoznawców z ramienia instytucji SS-Ahhenerbe, działające w ramach Einsatzgruppen, wyszukiwały i konfiskowały polskie zabytki kultury. Rozwiązano polskie towarzystwa i placówki naukowe, a także placówki muzealne, grabiąc ich eksponaty. Likwidacji uległy wszystkie biblioteki szkolne. Zamarło polskie życie teatralne, kulturalne i sportowe. Archiwa w Bydgoszczy i Toruniu włączono do pruskiej sieci archiwalnej. Chcąc usunąć jakiekolwiek ślady polskości na ziemi pomorskiej, archiwalia często przekazywano na makulaturę. Rozpoczęto walkę z językiem polskim, chcąc go ostatecznie wyeliminować z tych terenów. Dzieci polskie musiały uczęszczać do szkół niemieckich. Zniesiono też polską administrację kościelną, zabijając bądź zsyłając do obozów koncentracyjnych setki księży. Część kościołów pozamykano, przeznaczając budynki na inne cele (garaże, kina, magazyny), dokonywano aktów profanacji i złośliwych zniszczeń (między innymi obiektów sakralnych Kalwarii Wejherowskiej). Używanie języka polskiego podczas mszy, a nawet spowiedzi, było surowo karane. Decyzję tę zatwierdził zresztą na żądanie Forstera biskup gdański, Karol Maria Splett.
Forster wystąpił po raz pierwszy z programem zniemczenia dużej liczby Polaków już w 1939. Energiczne działania w tym celu podjęto jednak dopiero po wejściu w życie przepisów o Niemieckiej Liście Narodowościowej (niem.: Deutsche Volksliste – DVL), tj. po 4 marca 1941. Do realizacji tych zadań powołano Centralne Urzędy Niemieckiej Listy Narodowościowej.
22 lutego 1942 roku ukazało się obwieszczenie (Aufruf), podpisane przez Forstera, traktujące o wpisywaniu się na DVL. Wydano wytyczne upoważniające do wywierania presji i stosowania przemocy fizycznej. W przypadku odmowy podpisania volkslisty opornym groziło wysiedlenie do Generalnego Gubernatorstwa, a nawet obóz koncentracyjny. Polakom zmniejszono ponadto racje żywnościowe. Znacznemu pogorszeniu uległa sytuacja zdrowotna i mieszkaniowa.
Akcja wpisywania na listę narodowościową zakończyła się w połowie września 1944. Dane dla całego Pomorza Gdańskiego wskazują, iż na volksliście znalazło się 950 tysięcy osób, tj. około 54,5% ogółu ludności. W Bydgoszczy wpisu dokonały 81 632 osoby, tj. ok. 66% mieszkańców. Wyniki wpisów należy przypisać ogólnej atmosferze zastraszenia. To również efekt polityki Forstera, który szybką germanizacją Pomorza pragnął zaskarbić sobie względy Hitlera i w związku z tym mocno poluzował kryteria pozwalające Polakom wpisywać się na volkslistę. Było to zupełnym przeciwieństwem polityki prowadzonej przez gauleitera Arthura Greisera w sąsiedniej Wielkopolsce, który uważał Polaków za „niepełnowartościowych rasowo” i nie zasługujących na zniemczenie. Z tego też powodu Greiser wielokrotnie słał donosy do Führera na swego partyjnego kolegę Forstera. „Elastyczne” podejście Forstera do nazistowskich praw rasowych było również przyczyną stałych konfliktów gauleitera z Reichsführerem-SS, Himmlerem.
Problem ludności kaszubskiej również stał się przedmiotem sporu pomiędzy Himmlerem a Forsterem: Himmler wychodził z założenia, że Kaszubów należy pozostawić na miejscu, wyeliminować ze społeczności polskiej i zniemczyć. Forster natomiast był przeciwny popieraniu, nawet przejściowo, „narodowości kaszubskiej”. Uważał ją za „nisko wartościową” i niegodną uprzywilejowania.

### Warunki życia
Polacy, którzy zdołali uniknąć egzekucji, uwięzienia lub wysiedlenia, byli traktowani przez władze niemieckie jako obywatele drugiej – a w zasadzie trzeciej – kategorii. Ludność polską zamieszkującą Okręg Gdańsk-Prusy Zachodnie poddano przymusowi pracy. Obejmował on nie tylko mężczyzn, ale i kobiety i dzieci w wieku powyżej 12 lat. Polscy pracownicy otrzymywali wynagrodzenie o 30-40% niższe niż Niemcy, a specjalne prawo o ubezpieczeniu społecznym dla Polaków sytuowało ich w gorszej sytuacji niż Niemców. Ponadto Polakom przysługiwały niższe przydziały żywności, odzieży i opału. Sytuacja mieszkaniowa polskiej ludności uległa pogorszeniu, ograniczono również jej dostęp do opieki medycznej. Dla Polaków podwyższono poza tym granicę wieku, uprawniającą do zawarcia małżeństwa.
Okupant podejmował różnorakie działania, aby pozbawić Polaków jakiegokolwiek potencjału ekonomicznego i sprowadzić ich do roli nisko wykwalifikowanej siły roboczej. Masowo przejmowano i konfiskowano, zwłaszcza w pierwszych miesiącach okupacji, polskie zakłady przemysłowe i instytucje użyteczności publicznej, pocztę, koleje, środki i infrastrukturę komunikacyjną, sklepy, restauracje, gospodarstwa rolne i majątki ziemskie oraz obiekty gospodarki leśnej. Wykonywanie przez Polaka zawodu lekarza, dentysty, akuszerki, pielęgniarki uzależnione było od zezwolenia prezesa rejencji. Udzielano je wyłącznie wtedy, gdy na danym obszarze brakowało specjalistów niemieckich. Koncesje na prowadzenie warsztatów rzemieślniczych i sklepów Polacy mogli uzyskać zupełnie wyjątkowo i to z możnością odwołania w każdej chwili.
Realizację tej polityki zabezpieczał rozbudowany system represji. Nielegalne uboje, wymienny lub pokątny handel, uchylanie się od dostaw, fałszowanie kart żywnościowych czy pędzenie spirytusu kwalifikowano jako przestępstwa gospodarcze, zagrożone nawet karą śmierci. Godzina policyjna uniemożliwiała swobodne poruszanie się polskiej ludności.
Ponadto Polacy na co dzień spotykali się z samowolą, niesprawiedliwością i upokorzeniami, które nieustająco miały im przypominać o poniesionej klęsce i niższym statusie społecznym. W oficjalnej, kierowanej do nich korespondencji, nie należało używać zwrotu „pan”. Flagę niemiecką musieli honorować zdjęciem czapki. Mogli robić zakupy tylko w określonych godzinach. W sklepach i urzędach musieli stać w kolejkach, podczas gdy Niemcom przysługiwało pierwszeństwo w załatwianiu spraw. Mogli się legalnie spotykać najwyżej we trzech lub we troje – nawet we własnych mieszkaniach. Polskim rodzinom nie wolno było opuszczać domu po zapadnięciu zmroku. Społeczności polską i niemiecką staranie izolowano od siebie. Polakom zabroniono uczęszczania do kin, teatrów, muzeów, bibliotek, restauracji i kawiarni. Nie mogli być nawet chowani na tych samych cmentarzach co Niemcy.

### Pobór do Wehrmachtu
Okręgu Rzeszy Gdańsk-Prusy Zachodnie już w 1940 przeprowadzono pobór Polaków – byłych obywateli Wolnego Miasta Gdańska do Wehrmachtu. W pierwszym rzędzie brano do armii niemieckiej tych, którzy przed wybuchem wojny nie odgrywali aktywnej roli w polskim życiu społeczno-politycznym w Wolnym Mieście. Po ogłoszeniu rozporządzenia o Niemieckiej Liście Narodowościowej pobór Polaków z Pomorza nabrał charakteru masowego.
Polacy wcieleni do Wehrmachtu (członkowie III grupy Niemieckiej Listy Narodowościowej) podlegali wielu obostrzeniom, wynikającym z nieufności władz co do ich lojalności wobec III Rzeszy. Z wcielonych do Wehrmachtu nie wolno było tworzyć odrębnych pododdziałów, rozdzielając ich w miarę możliwości pojedynczo lub po kilku w plutonie (2–3 osoby). Oprócz tego, zgodnie z zarządzeniem z 25 listopada 1942, za próby łamania dyscypliny, usiłowania dezercji lub sabotażu przynależnych do III grupy karano śmiercią. Powołanych do służby wojskowej kierowano od roku 1943 do różnych formacji służących na terenie Rzeszy i państw okupowanych. Powodem, dla którego rozrzucano ich po całej Europie, była obawa administracji przed możliwością popełnienia przez wcielonych dezercji. W tym przypadku represjom podlegali również bliżsi i dalsi członkowie rodzin dezerterów. Możliwość awansu dla osób z poboru ograniczono do stopnia starszego strzelca. Przedwojenni obywatele polscy narodowości polskiej nie trafiali też do jednostek elitarnych, takich jak Waffen-SS.

## Holocaust w okręgu Gdańsk-Prusy Zachodnie

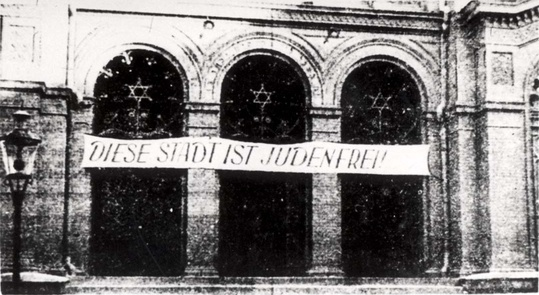
Synagoga w Bydgoszczy. Napis głosi: „To miasto jest wolne od Żydów”

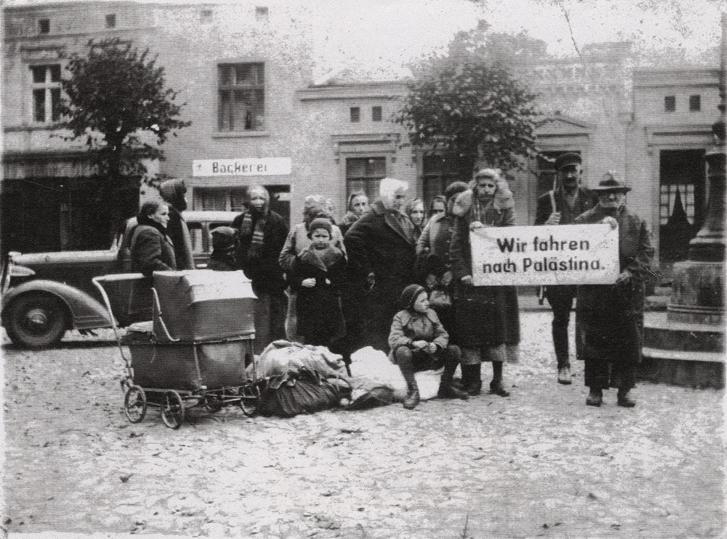
Żydzi z Sępólna Krajeńskiego przed wywózką na stracenie do obozu w Radzimiu

Prześladowanie ludności żydowskiej na terenach późniejszego okręgu Gdańsk-Prusy Zachodnie zapoczątkowały już w połowie lat 30. zdominowane przez nazistów władze Wolnego Miasta Gdańska. Od 1933 tamtejszą społeczność żydowską poddawano najróżniejszego rodzaju szykanom, bojkotowi ekonomicznemu, konsekwentnemu ograniczaniu praw obywatelskich, a w końcu – terrorowi fizycznemu. W nocy z 12 na 13 listopada 1938, trzy dni po „Kryształowej nocy” w Rzeszy, doszło w Gdańsku do antyżydowskich zamieszek. 23 listopada 1938 na obszarze Wolnego Miasta Gdańska weszły z kolei w życie ustawy norymberskie. Na skutek tych poczynań społeczność żydowska w Gdańsku zmniejszyła się (na skutek emigracji) z około 10 000 osób do niespełna 1400 (stan na 1 września 1939).
Wraz z wybuchem wojny i utworzeniem okręgu Gdańsk-Prusy Zachodnie naziści przystąpili do decydującej rozprawy z żydowską ludnością Gdańska i całego okupowanego Pomorza. Gauleiter Forster głosił publicznie, iż: „Żydzi nie są ludźmi i muszą być wytępieni jak robactwo […] litość wobec Żydów jest karygodna. Każdy sposób wyniszczenia Żydów jest pożądany”. Liczba Żydów zamordowanych na Pomorzu jesienią 1939 była co prawda zdecydowanie niższa niż w przypadku ofiar narodowości polskiej, lecz wynikało to przede wszystkim z faktu, iż ludność żydowska na Pomorzu była nieliczna i rozproszona. Z tego samego powodu na obszarze okręgu Gdańsk-Prusy Zachodnie Niemcy utworzyli zaledwie jedno żydowskie getto.
Już w pierwszych dniach września 1939 aresztowano w Gdańsku kilkuset Żydów, których uwięziono w budynku przy ul. Stągiewnej lub w dawnym żeńskim gimnazjum Victoria-Schule. Na zajętych terenach Pomorza doszło natomiast do szeregu antyżydowskich pogromów i indywidualnych zabójstw, dokonywanych zazwyczaj rękami funkcjonariuszy Einsatzgruppen i członków Selbstschutzu. Do największych mordów na ludności żydowskiej doszło w szczególności w Bydgoszczy i Fordonie, Starogardzie Gdańskim, Świeciu, Skarszewach, Rypinie oraz w obozach Selbstschutzu w Radzimiu i Górce Klasztornej. Na szeroką skalę burzono bądź bezczeszczono synagogi i przedmioty sakralne, rabowano żydowską własność, na społeczności żydowskie nakładano kontrybucje. Dziesiątki Żydów trafiły do nowo utworzonego obozu koncentracyjnego Stutthof lub innych obozów przejściowych zorganizowanych przez władze okupacyjne. Szczególnie brutalnemu traktowaniu poddano zwłaszcza Żydów uwięzionych w obozach w gdańskim Nowym Porcie (zginął tam m.in. kantor synagogi gdańskiej Leopold Schufftan) oraz Granicznej Wsi (wymordowano tam m.in. większość spośród 70 Żydów przywiezionych z Victoria-Schule). Ci którzy uniknęli śmierci bądź uwięzienia byli w pierwszym rzędzie wysiedlani do Generalnego Gubernatorstwa. W rezultacie, już w listopadzie 1939 nazistowskie władze ogłosiły, iż Okręg Rzeszy Gdańsk-Prusy Zachodnie jest „wolny od Żydów” (niem. Judenfrei).
W rzeczywistości, pod koniec 1940 Gdańsk zamieszkiwało wciąż około 650 Żydów, których stłoczono w prowizorycznym getcie utworzonym w starym spichlerzu przy ul. Mysiej 7 (obecnie ul. Owsiana). W październiku 1941 ogłoszono zarządzenie, zgodnie z którym wszyscy gdańscy Żydzi zostali zmuszeni do noszenia gwiazdy Dawida. Wreszcie w lutym 1941 rozpoczęły się wywózki mieszkańców getta, które trwały do lipca 1943. W ich wyniku większość gdańskich Żydów (ok. 575 osób) wywieziono na śmierć do warszawskiego getta bądź do obozów koncentracyjnych Auschwitz i Theresienstadt. Końca wojny doczekało zaledwie 22 gdańskich Żydów więzionych wciąż w getcie przy ulicy Mysiej.
Wacław Długoborski ocenia, iż w czasie całej II wojny światowej śmierć poniosło łącznie 30 tysięcy Żydów zamieszkujących tereny przedwojennego województwa pomorskiego. Ponadto od 1941. miejscem zagłady Żydów sprowadzanych z całej Europy stał się ponadto obóz koncentracyjny Stutthof. W obozie tym zamordowano łącznie około 28 tysięcy osób narodowości żydowskiej (stanowiło to 43% wszystkich ofiar Stutthof).

## Likwidacja prowincji

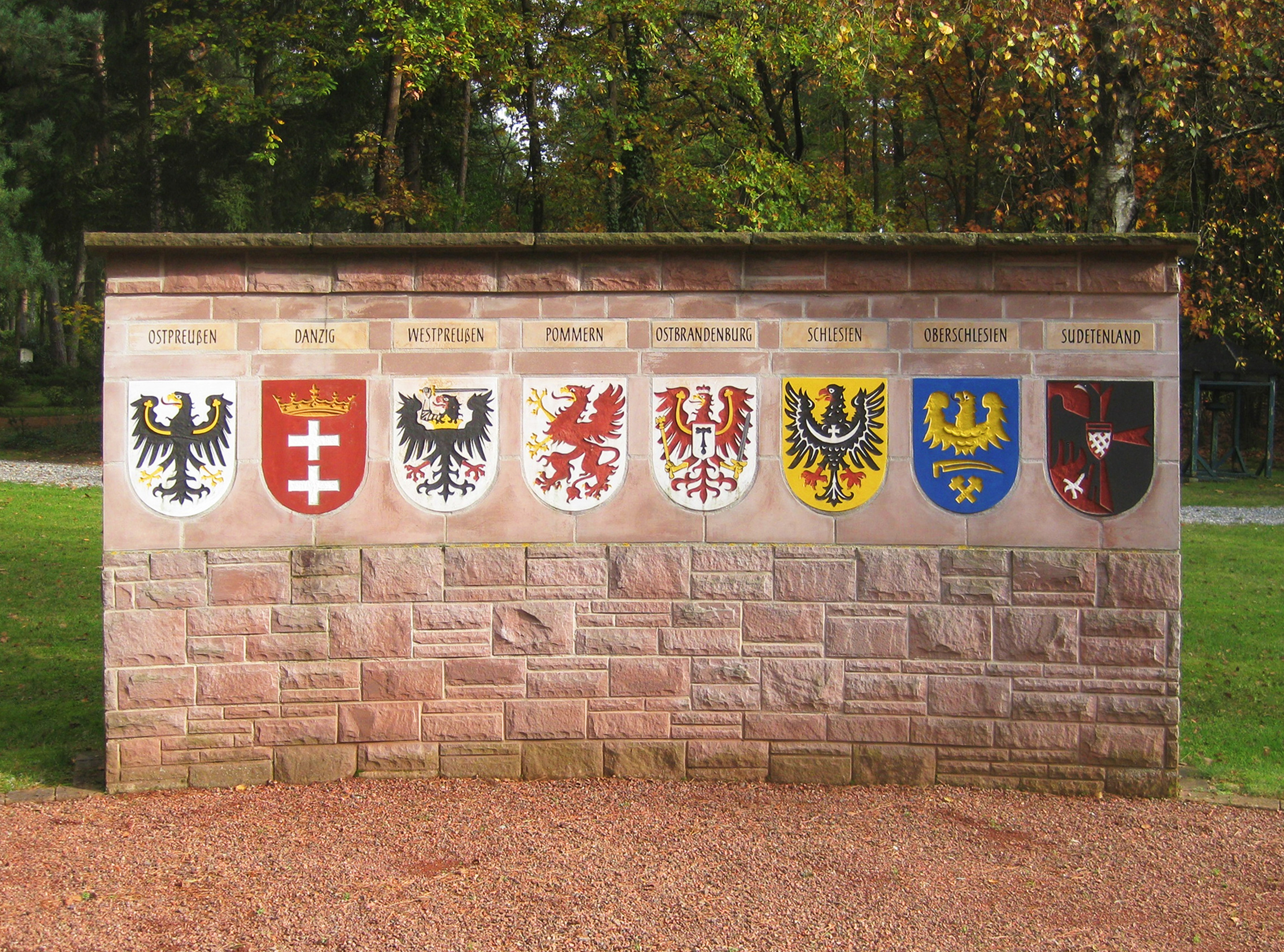
Cmentarz w Bielefeld. Herby ziem utraconych przez Niemcy po II wojnie światowej. Na rzecz Polski i ZSRR: Prusy Wschodnie, na rzecz Polski: Gdańsk, Prusy Zachodnie, Pomorze, Brandenburgia Wschodnia, Dolny Śląsk, Górny Śląsk i na rzecz Czechosłowacji: Kraj Sudetów

Kres istnieniu Okręgu Rzeszy Gdańsk-Prusy Zachodnie przyniosła w 1945 sowiecka ofensywa styczniowa, w wyniku której oddziały Armii Czerwonej i Ludowego Wojska Polskiego wyparły Niemców z terenów Pomorza. Jako pierwsza wyzwolona została Bydgoszcz, którą oddziały Armii Czerwonej zajęły już 26 stycznia 1945. W dalszej kolejności wyzwolone zostały: Kwidzyn (29 stycznia), Toruń (1 lutego), Grudziądz (6 marca), a na sam koniec Gdynia i Gdańsk (kolejno 28 i 30 marca). Jedynie na Półwyspie Helskim Niemcy zdołali utrzymać swoje pozycje do 9 maja 1945.
Już w 1944 zbliżanie się frontu wschodniego wymusiło na władzach okręgu przygotowanie planów obrony prowincji. Przy Komisarzu Obrony Rzeszy w Gdańsku utworzono Komisję Okręgową do Spraw Wojny Totalnej (Gaukomission für den totalen Kriegseinsatz), która 4 września 1944 zakończyła opracowywanie tajnego planu ewakuacji całego okręgu, oznaczonego kryptonimem Eva Fall („Plan Ewa”). Mimo tego, z powodu fatalnej organizacji i braku środków transportu, ewakuacja niemieckiej ludności odbywała się w pośpiechu i chaosie, który spowodował wiele ofiar. Chaos powiększyła w dodatku masowa ucieczka przedstawicieli władz partyjnych i państwowych, która zazwyczaj poprzedzała ewakuację ludności i nadejście frontu.
Wycofujący się naziści starali się prowadzić taktykę spalonej ziemi. 25 stycznia 1945 rozpoczęła się również ewakuacja obozu koncentracyjnego w Stutthofie. Będące jej konsekwencją „marsze śmierci” kosztowały życie 18 tysięcy więźniów.

## Odpowiedzialność sprawców zbrodni
Tylko nieliczni sprawcy zbrodni popełnionych w latach 1939–1945 na terenach Okręgu Rzeszy Gdańsk-Prusy Zachodnie zostali po zakończeniu działań wojennych pociągnięci do odpowiedzialności karnej. Albert Forster został w 1948 skazany przez Trybunał Narodowy w Gdańsku na karę śmierci. Wyrok wykonano 28 lutego 1952 w więzieniu mokotowskim. Richard Hildebrandt, dowódca SS i policji w okręgu Gdańsk-Prusy Zachodnie w latach 1939–1943, został przez sąd polski w Bydgoszczy skazany na karę śmierci. Wyrok wykonano 10 marca 1951. W tym samym procesie, na karę śmierci skazany został SS-Brigadeführer Max Henze, który od 12 października 1939 pełnił funkcję prezydenta policji w Bydgoszczy. Powieszono go w tym samym dniu co Hildebrandta. Otto Andres, zastępca gauleitera w latach 1939–1940, został skazany przez polski sąd na 15 lat więzienia. W 1956 wyszedł na wolność na mocy amnestii i powrócił do Niemiec Zachodnich, gdzie mimo wielu prowadzonych przeciw niemu dochodzeń nigdy nie stanął przed sądem. Przed polskim wymiarem sprawiedliwości stanęli także niektórzy niżsi rangą sprawcy zbrodni, m.in.: Friedrich Freimann – okupacyjny burmistrz Pucka (kara śmierci), Artur Marter – okupacyjny burmistrz Starogardu (zmarł w więzieniu), Harry Schulz – komendant obozu Selbstschutzu w Górce Klasztornej (kara śmierci), Wilhelm Heinz Borman – szef placówki Selbstschutzu w Kowalewie Pomorskim (kara śmierci). Ponadto w 1965 wschodnioniemiecki sąd skazał na karę dożywotniego pozbawienia wolności Wilhelma Papke – przywódcę Selbstschutzu w Klamrach. Profesor Erich Großmann, naczelny lekarz w okręgu Gdańsk-Prusy Zachodnie, odpowiedzialny za wymordowanie pacjentów pomorskich szpitali psychiatrycznych, został w 1945 internowany przez aliantów zachodnich. Popełnił samobójstwo na wieść, że planowana jest jego ekstradycja do Polski.

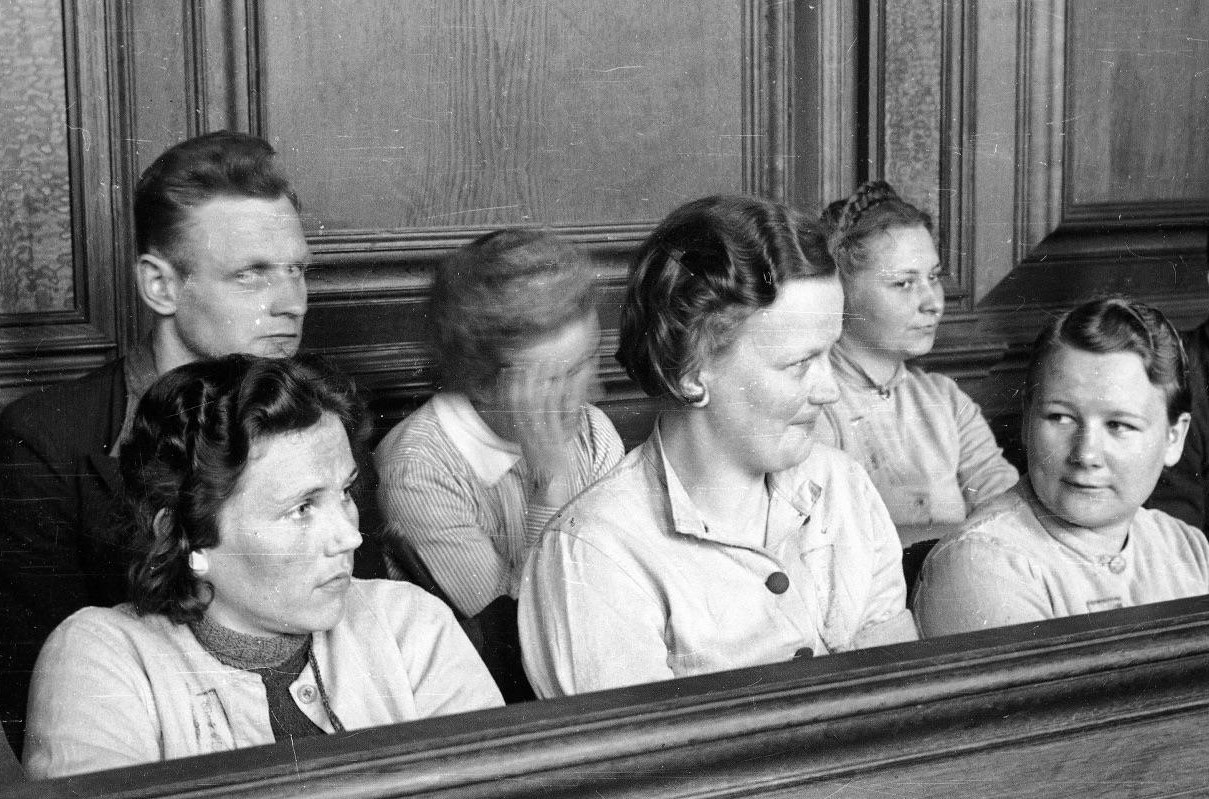
Strażniczki obozu koncentracyjnego Stutthoff przed sądem w Gdańsku

Ponadto osądzonych zostało kilkudziesięciu członków załogi KL Stutthof. W kilku procesach, które toczyły się przed polskimi sądami między 1946 a 1953 skazano łącznie 85 osób (SS-manów z obozowej załogi oraz więźniów funkcyjnych), z czego 21 otrzymało karę śmierci, a dwie skazano na dożywotnie więzienie. Pięciu innych członków załogi KL Stutthof otrzymało wyroki więzienia w Niemczech Zachodnich. Kilkunastu członków załogi obozu zostało też osądzonych za zbrodnie popełnione w innych kacetach. Był wśród nich pierwszy komendant obozu, Max Pauly, którego brytyjski sąd skazał w maju 1946 na karę śmierci za zbrodnie popełnione w obozie Neuengamme. Wyrok wykonano.
Część sprawców zbrodni popełnionych na Pomorzu w latach 1939–1945 zginęła w trakcie wojny lub zmarła zaraz po jej zakończeniu. W gronie tym znaleźli się m.in.: dowódca Einsatzkommando 16, dr Rudolf Tröger (poległ w kampanii francuskiej w czerwcu 1940), Friedrich Class – szef gdyńskiej ekspozytury EK 16 i jeden z głównych wykonawców zbrodni w Piaśnicy (zmarł śmiercią naturalną w grudniu 1945), Heinz Gräfe, dowódca Einsatzkommando 1/V (zginął w wypadku samochodowym w styczniu 1944) oraz Herbert Ringel – komendant obozu Selbstschutzu w Karolewie (za awanturnictwo i niesubordynację zastrzelony przez żandarmerię niemiecką na początku 1940).
O wiele dłuższa jest lista osób, które uniknęły jakiejkolwiek kary. Przywódca pomorskiego Selbstschutzu, Ludolf von Alvensleben, po zakończeniu wojny zbiegł do Argentyny, gdzie nigdy nie osądzony spędził resztę życia. Fritz Katzmann, dowódca SS i policji w okręgu Gdańsk-Prusy Zachodnie w latach 1943–1945, do swojej śmierci w 1957 ukrywał się pod przybranym nazwiskiem w zachodnioniemieckim Darmstadt. Ponadto jak twierdzi Dieter Schenk, zachodnioniemiecki wymiar sprawiedliwości świadomie i z własnej woli przyzwolił na uniknięcie kary przez wielu zbrodniarzy. Dla przykładu: Wilhelmem Huthem, zastępcą namiestnika Rzeszy w okręgu Gdańsk-Prusy Zachodnie i de facto prawą ręką Forstera, zachodnioniemiecki wymiar sprawiedliwości interesował się co najwyżej jako świadkiem. Nigdy nie został on pociągnięty do odpowiedzialności mimo szerokich kompetencji, jakie posiadał. Dr Walther Wohler, prezes Wyższego Sądu Krajowego w Gdańsku, występował wyłącznie jako świadek w postępowaniach dotyczących zbrodni popełnionych na terenie Gdańska. Sam nigdy nie został postawiony przed sądem i zmarł w 1968 pobierając do końca życia wysoką państwową emeryturę. Również Gerhard Seeger, zastępca gauleitera w latach 1941–1945, nigdy nie stanął przed sądem. „Z powodu braku dowodów winy” umorzono postępowanie przeciwko dowódcom Einsatzgruppe IV – Lotharowi Beutelowi i Helmutowi Bischoffowi. Komisarz kryminalny Leyer, szef toruńskiej ekspozytury EK 16 wystąpił zaledwie w charakterze świadka w prokuratorskim postępowaniu dochodzeniowym. Dr Rudolf Oebsger-Röder z bydgoskiego SD pełnił po wojnie funkcję szefa rezydentury zachodnioniemieckiego wywiadu w Dżakarcie oraz pracował jako rzecznik domu i dworu indonezyjskiego dyktatora Suharto. Postępowanie przeciwko dowódcom bydgoskiego Selbstschutzu Erichowi Spaarmannowi (szefowi inspektoratu) i Josefowi Meierowi (dowódcy struktur powiatowych zwanemu „krwawym Meierem”) umorzono w maju 1963. W 1965 prokuratura w Monachium wnioskowała z kolei o zaprzestanie ścigania byłego kierownika powiatowej organizacji NSDAP i nadburmistrza Bydgoszczy, Wernera Kampego, dzięki czemu mógł on nadal prowadzić lukratywne interesy jako przedstawiciel pewnego towarzystwa ubezpieczeniowego. Mimo prowadzonych postępowań dochodzeniowych przed sądem nie stanęli nigdy komendanci obozów dla internowanych w Nowym Porcie i Granicznej Wsi – Franz Christoffel i Richard Reddig. Dr Hans Krüger, kierownik Sądu Powiatowego w Chojnicach, zatwierdzający listy Polaków przeznaczonych do likwidacji w „Dolinie Śmierci” na Polach Igielskich, organizował po wojnie w Niemczech Związek Wypędzonych, pełniąc funkcję jego pierwszego przewodniczącego (1959–1964). Od 1957 do 1965 był też posłem Bundestagu, a w latach 1963–1964 – ministrem federalnym ds. wypędzonych. Dziewięciokrotnie umarzano dochodzenie przeciwko dr Kurtowi Bode, który w latach 1942–1945 pełnił funkcję okręgowego prokuratora generalnego. Po wojnie Bode pracował m.in. jako wiceprezes Wyższego Sądu Krajowego w Bremie.
W akcjach eksterminacyjnych prowadzonych na Pomorzu brało udział około 20 000 niemieckich sprawców, z których 1701 zostało zidentyfikowanych z nazwiska w 258 śledztwach, prowadzonych po wojnie w Niemczech Zachodnich. 233 śledztwa zostały umorzone. Tylko w dwunastu wypadkach doszło do procesów, w których skazano zaledwie 10 sprawców (w tym 5 członków Selbstschutzu). SS-Brigadeführer Hellmut Willich, inspektor policji bezpieczeństwa i SD w Gdańsku został w 1949 skazany przez sąd w Bielefeld skazany na 3,5 roku więzienia, z których odsiedział zaledwie 3,5 miesiąca. Dr Günther Venediger, szef Gestapo w Grudziądzu i Gdańsku (od 1941) został skazany w 1957 przez sąd w Stuttgarcie na dwa lata więzienia. W 1966 przed sądem w Monachium stanęli Jakob Lölgen i jego zastępca, Horst Eichler. Akt oskarżenia zarzucał im spowodowanie w akcjach eksterminacyjnych w Bydgoszczy śmierci w sposób podstępny i z niskich pobudek 349 osób, w tym prezydenta miasta Leona Barciszewskiego. Obaj oskarżeni zostali uniewinnieni przez sąd przysięgłych, który stwierdził, że działali pod przymusem przełożonych. W 1968 w Hanowerze toczył się z kolei proces Kurta Eimanna (dowódcy Wachsturmbann „Eimann”), oskarżonego o udział w eksterminacji psychicznie chorych. Eimann przyznał się do zamordowania w Piaśnicy 1200 pacjentów niemieckich szpitali psychiatrycznych. Został uznany winnym i skazany na cztery lata więzienia, z których odsiedział zaledwie dwa. Rok później w Berlinie Zachodnim sądzono Karla Friedricha Straussa – komendanta obozu dla internowanych w toruńskim Forcie VII, kierującego zbiorowymi egzekucjami w lesie Barbarka. Trwający od 4 do 27 czerwca 1969 proces zakończył się wyrokiem uniewinniającym oskarżonego, który sąd uzasadnił twierdzeniem, iż Strauss jedynie wykonywał rozkazy przełożonych.
Wielu funkcjonariuszy NSDAP i niemieckiego aparatu państwowego w okręgu Gdańsk-Prusy Zachodnie wstąpiło po wojnie do działającego w Lubece ziomkostwa Niemców gdańskich, tzw. Związku  Gdańszczan.

### Źródła pisane
- Juliusz Bardach, Bogusław Leśnodorski, Michał Pietrzak: Historia Państwa i Prawa Polskiego. Warszawa: Państwowe Wydawnictwo Naukowe, 1977. Brak numerów stron w książce
- Jochen Böhler, Klaus-Michael Mallmann, Jürgen Matthäus: Einsatzgruppen w Polsce. Warszawa: Bellona, 2009. ISBN 978-83-11-11588-0. Brak numerów stron w książce
- Bogdan Chrzanowski: Wypędzenia z Pomorza. Biuletyn IPN nr 5/2004, maj 2004. Brak numerów stron w książce
- Konrad Ciechanowski [et al.]: Stutthof: hitlerowski obóz koncentracyjny. Warszawa: Interpress, 1988. ISBN 83-223-2369-7. Brak numerów stron w książce
- Paweł Kosiński, Barbara Polak: Nie zamierzam podejmować żadnej polemiki – wywiad z prof. Witoldem Kuleszą. Biuletyn IPN nr 12-1 (35-36), grudzień-styczeń 2003-2004. Brak numerów stron w książce
- Aleksandra Namysło [red.]: Zagłada Żydów na polskich terenach wcielonych do Rzeszy. Warszawa: Instytut Pamięci Narodowej, 2008. ISBN 978-83-60464-66-3. Brak numerów stron w książce
- Dieter Schenk: Albert Forster. Gdański namiestnik Hitlera. Gdańsk: Wydawnictwo Oskar, 2002. ISBN 83-86181-83-4. Brak numerów stron w książce
- Piotr Semków: Martyrologia Polaków z Pomorza Gdańskiego w latach II wojny światowej. Biuletyn IPN nr 8–9 (67–68), sierpień-wrzesień 2006. Brak numerów stron w książce
- Piotr Semków: Pobór Polaków z Pomorza do Wehrmachtu. Biuletyn IPN nr 8–9 (67–68), sierpień-wrzesień 2006. Brak numerów stron w książce
- Piotr Szubarczyk (IPN Gdańsk). „Umacnianie niemczyzny” na polskim Pomorzu. „Nasz Dziennik”, 3 września 2009.brak numeru strony
- Maria Wardzyńska: Był rok 1939. Operacja niemieckiej policji bezpieczeństwa w Polsce. Intelligenzaktion. Warszawa: Instytut Pamięci Narodowej, 2009. ISBN 978-83-7629-063-8. Brak numerów stron w książce
- „Die Frage der Behandlung der Bevölkerung der ehemaligen polnischen Gebiete nach rassenpolitischen Gesichtspunkten”, Bundesarchiv R 49/75 (niem.).

### Źródła online
- Tadeusz Galec, Zbigniew Stroński: Chojnickim śladem dr Krügera…. Historia Chojnic. [dostęp 2010-03-22].
- Gdańsk - Społeczność żydowska przed 1989. Wirtualny Sztetl. [dostęp 2010-06-13].
- W lasach Barbarki – dla upamiętnienia mordu na Polakach. Szlaki Pamięci. [dostęp 2010-06-07]. [zarchiwizowane z tego adresu (4 marca 2012)].